# Kajaki (dystrykt)
Kajaki – dystrykt (powiat) leżący we wschodniej części afgańskiej prowincji Helmand. Zamieszkiwany jest głównie przez Pasztunów. W 2005 populacja powiatu liczyła 60700 ludzi. Największa miejscowość powiatu posiada nazwę Kajaki.
Na przełomie sierpnia i września 2008 siły NATO przeprowadziły tam operację pod kryptonimem Eagle’s Summit celem było bezpieczne przetransportowanie 220-tonowych turbin do zapory Kajaki w prowincji Helmand. Zakończona sukcesem była jedną z największych operacji logistycznych prowadzonych przez armię brytyjską po II wojnie światowej.